# Stari grad (Graz)
Povijesno središte Graza (njem.: Innere Stadt (Graz)) je upisano na UNESCO-ov popis mjesta svjetske baštine u Europi 1999. godine kao primjer skladnog suživota tipičnih građevina iz različitih povijesnih razdoblja i umjetničkih stilova. Kako je smješten na sjecištu različitih utjecaja, kao što su srednjoeuropski, talijanski i balkanskih zemalja, Graz ih je apsorbirao u jedinstvenu gradsku panoramu. Danas u starom gradu ima preko 1000 građevina različitih stilova, od gotičkih do modernih. 
Najvažnije su:
- Rathaus (Gradska vijećnica).
- Schloßberg (Dvorac na stijeni), brdo koje visinom od 475 m dominira starim gradom, a na čijem vrhu su ostaci srušenog dvorca s kojeg se pruža pogled na Graz.
- Uhrturm sat-kula, simbol Graza na vrhu Schloßberga.
- Schloßbergbahn je funkcionalna uspinjača na Schloßberg.
- Landhaus (Parlament) je palača u lombardskom stilu gdje zasjeda federalni parlament pokrajine Štajerske. Ona je najvažniji primjer renesansne arhitekture u Austriji, a izgradio ju je talijanski arhitekt Domenico dell'Allio od 1557. do 1565. godine.
- Oružarnica Landeszeughaus je danas najveći muzej oružja na svijetu s preko 32.000 komada oružja i oklopa.
- Dom je ranogotička katedrala koja je nekada imala freske na fasadi od kojih su ostale samo rijetke, kao što je Landplagenbild ("Slika pošasti") iz 1485. godine koju je najvjerojatnije naslikao Thomas von Villach. Tri počasti koje je naslikao su: najezda skakavaca, kuga i invazija Turaka, koje su pogodile grad 1480. godine. Na njoj je najstariji prikaz grada Graza.
- Mauzolej cara Ferdinanda II. se nalazi uz katedralu i najvažnija je građevina iz manerizma u Austriji. U njoj se nalazi grobnica Ferdinanda II. i njegove žene, ali i Crkva sv. Katarine Aleksandrijske.
- Burg je dvorski kompleks s dvostrukim gotičkim stubištem, koji je od 1438. do 1453. dao izgraditi Fridrik III., car Svetog Rimskog Carstva, jer je maleni dvorac na Schloßbergu bio premalen i neudoban. Burg je ostao rezidencijom austrijskog dvora sve do 1619. godine, a danas je rezidencija štajerske vlade.
- Gemaltes Haus ("Oslikana kuća") u ulici Herrengasse 3. je potpuno oslikana freskama iz 1742. godine (Johann Mayer).
- Kunsthaus Graz ("Kuća umjetnosti") je muzej moderne umjetnosti koji su dizajnirali Peter Cook i Colin Fournier, a nalazi se pored rijeke Mur.
- Murinsel ("Otok na Muru") je umjetni otok od čelika s caffe barom, otvorenim kazalištem i igralištem, koji je dizajnirao američki arhitekt Vito Acconci.
- Te mnogi krovovi, dvorišta i vrtovi, kao što je ranorenesansno dvorište bivše kuće teutonskih vitezova u ulici Sporgasse 22.
- Dvorac Eggenberg je barokna palača na zapadnoj ivici grada u kojoj se nalaze državničke prostorije i muzej. God. 2010. je dopisan zaštićenim spomenicima grada Graza na UNESCO-ov popis svjetske baštine.

- Schloßberg
- Oružarnica Landeszeughaus
- Mauzolej Ferdinanda II. s crkvom sv. Katarine
- Kunsthaus u Grazu noću
- Murinsel noću

## Vanjske poveznice
- Službena stranica grada Graza (njem.) (engl.)

|  | Zajednički poslužitelj ima još gradiva o temi Graz |